# FuoriMuro
FuoriMuro è una società italiana che svolge manovre ferroviarie e opera come impresa ferroviaria. Costituita con capitali privati nel 2010, svolge i propri servizi nell'ambito del porto di Genova e con collegamenti sulla rete ferroviaria gestita da Rfi, questi ultimi incentrati sulle linee della Liguria, nelle regioni limitrofe e in Francia.

## Settori di attività
FuoriMuro ha iniziato la propria attività nell'ambito del Porto di Genova rilevando i servizi di manovra precedentemente svolti da Serfer mediante la propria controllata Ferport, con l'obiettivo di attuare successivamente sistemi di collegamento a spola fra porto e i principali retroporti del nord Italia.
Ottenuta la certificazione come impresa ferroviaria e il certificato di sicurezza per operare su rete RFI, nel 2012 ha avviato i primi servizi su rete RFI operando in stretta sinergia con la consociata InRail.

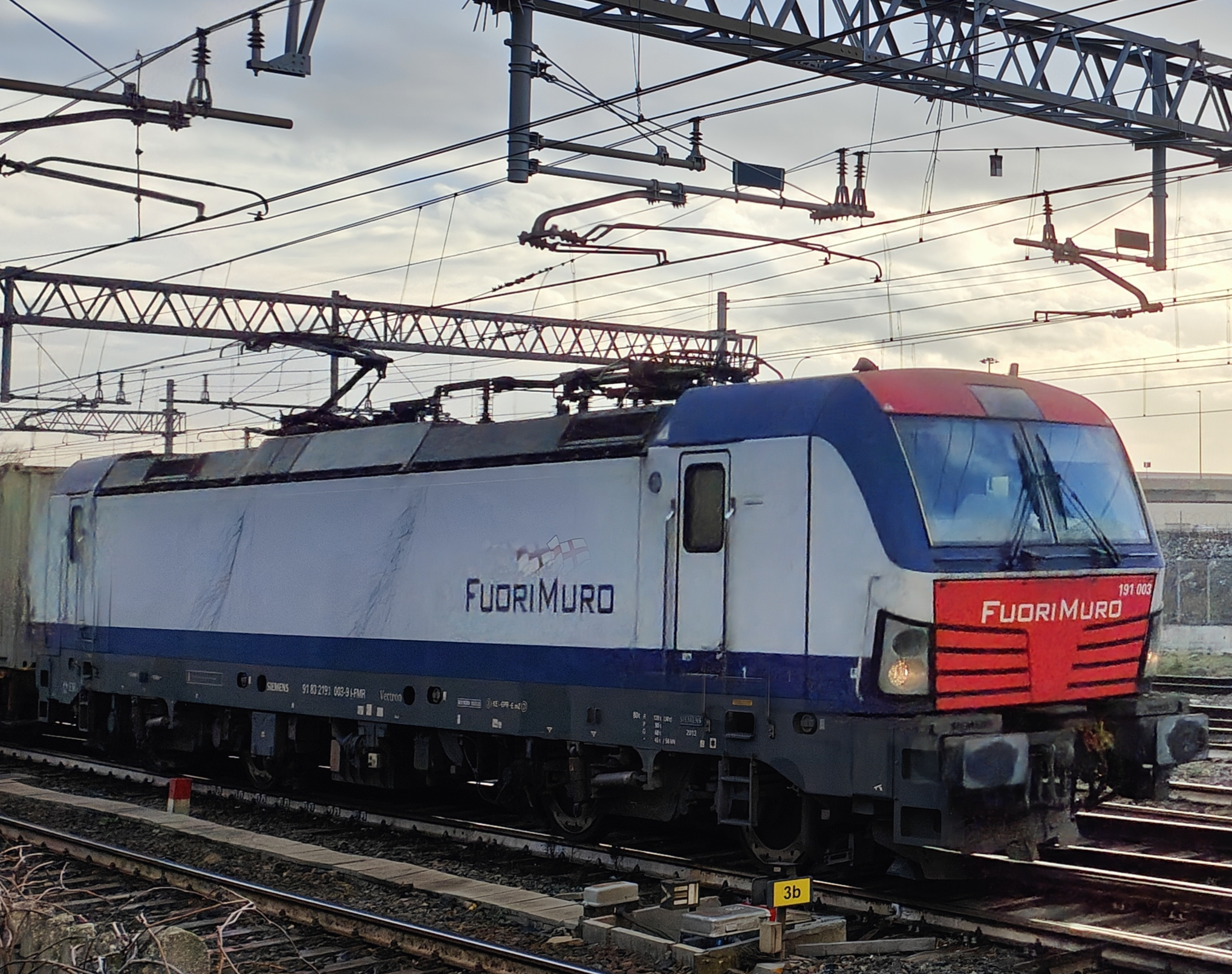
La Vectron 191.003 FuoriMuro a Voltri in direzione Francia

## Storia
La società è stata fondata nel 2010 con l'obiettivo dichiarato di effettuare collegamenti fra porti del Tirreno e retroporti nel nord Italia, dopo aver ottenuto il mandato esclusivo per operare le manovre ferroviarie nel porto di Genova.

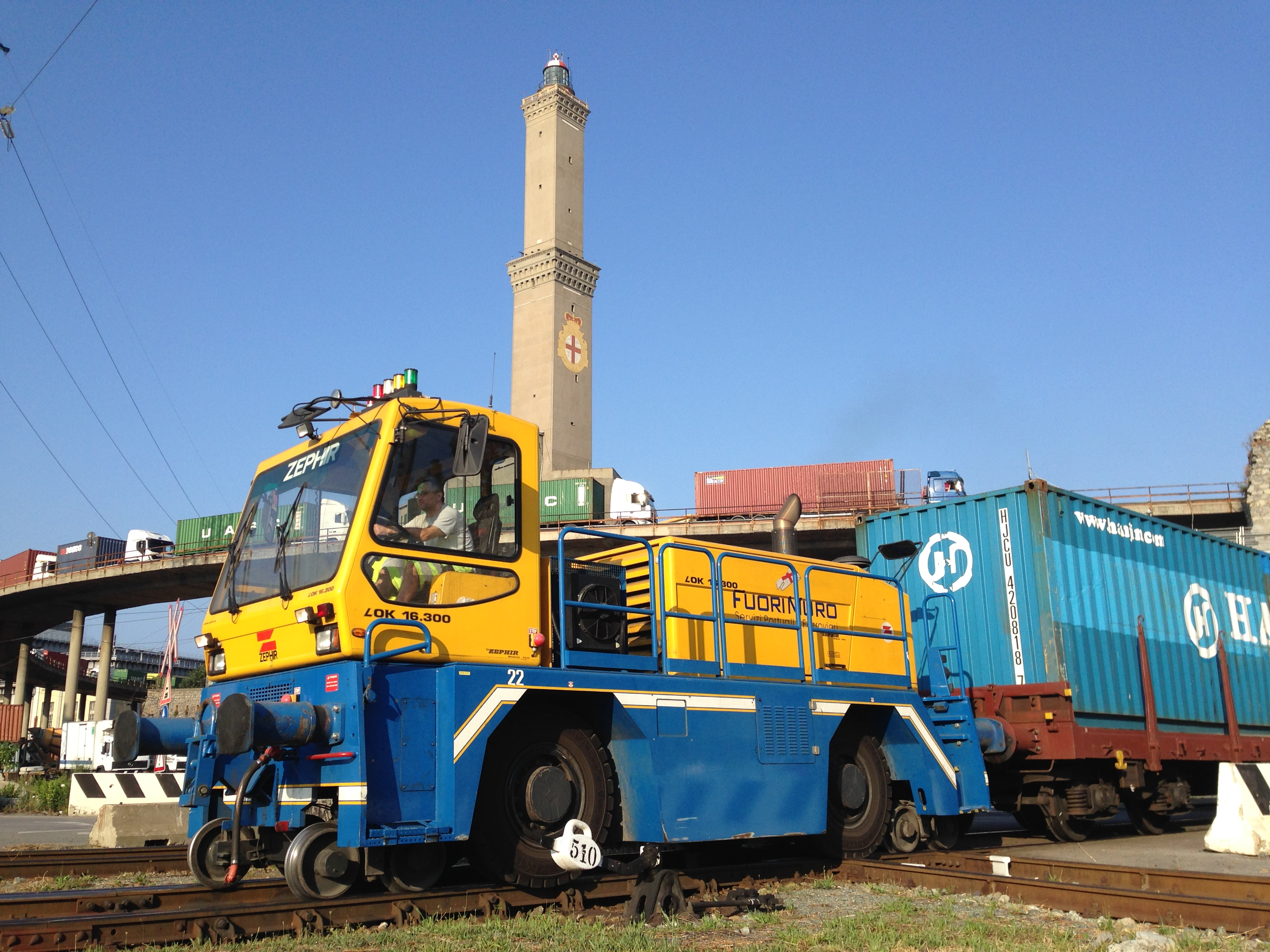
Locotrattore Fuori Muro in servizio presso il porto di Genova

Formati 9 macchinisti presso RCI, e dopo le necessarie corse prova, il 25 ottobre 2012 avviato un servizio internazionale Miramas-Castelguelfo composto da ferrocisterne e carri intermodali con locomotive noleggiate da InRail; peculiarità di tale servizio era il fatto che la locomotiva titolare del treno fosse ricoverata all'interno dell'interporto di Parma, prassi fin ad allora inusitata.
Il successivo 28 novembre fu la volta di un Marsiglia-Mortara per il trasporto di tranciato di legno diretti allo stabilimento SIT del Gruppo Mauro Saviola con l'utilizzo di carri caricati con speciali container realizzati per questo tipo di merci.
Nella primavera del 2013 furono presi in carico i treni originati dal Voltri Terminal Europa (VTE), precedentemente operati da Serfer, dando dunque vita all'auspicato progetto di effettuare collegamenti porto-retroporto, nonché un nuovo collegamento nel levante ligure, portando l'azienda a percorrere la maggior parte dei binari della regione.
Da allora altri servizi vennero via via acquisiti, con effettuazioni legate all'andamento del mercato e sovente attuati accorpando relazioni sui tratti comuni. Fra di essi si ricordano alcuni treni per il trasporto di cereali su Livorno con la partnership di Rail Traction Company e le relazioni Piacenza-Cambiano per conto di InRail.
A fine 2014 la società si è aggiudicata il premio di "Miglior operatore ferroviario europeo" agli European Rail Awards di Londra, tenutisi nell'ambito dell'European Rail Congress: ciò grazie al proprio servizio di trasporto combinato sull'asse Italia-Francia e alla capacità unica di integrare manovra ferroviaria e trazione in linea.

## Dati societari
La licenza di impresa ferroviaria merci in possesso di FuoriMuro è la numero 63, rilasciata il 13 gennaio 2011; il Certificato di Sicurezza per operare su rete RFI è stato rilasciato dall'Agenzia Nazionale per la Sicurezza Ferroviaria (ANSF) nel 2012.
Gli iniziali azionisti di FuoriMuro sono il Gruppo Spinelli (30%), Rivalta Terminal Europa (30%), InRail (15%), Tenor (15%), Compagnia Portuale Pietro Chiesa (10%), i quali consentirono un investimento finanziario iniziale che ammontava a 6,3 milioni di Euro, e consentì di assorbire 98 fra i 106 dipendenti precedentemente in forza a Ferport. L'ingresso del gruppo Spinelli, avvenuto nel 2012, consentì l'aumento del capitale sociale di FuoriMuro da 90.000 a 1 milione di euro necessario a garantire gli investimenti nel nuovo materiale di trazione. Nel 2013 la compagine azionaria era formata da Tenor S.r.l. (60%) e InRail S.p.A. (40%).
Dal 29 marzo 2017, nasce la nuova partnership tra FNM spa e la società FuoriMuro. Attraverso questa intesa FNM acquisisce il 49% di FuoriMuro investendo 1,3 milioni di euro, e la neonata Società prende il nome di LocoItalia.
Di pari passo con il servizio di trazione ferroviaria anche il settore della manovra ha visto una significativa crescita nel primo biennio di esercizio, arrivando nel corso del 2013 alla movimentazione di 135.000 carri nel porto di Genova e attestandosi sulla stessa cifra nel biennio successivo.

### Materiale di trazione
Per le manovre portuali FuoriMuro ereditò dalla precedente gestione le due locomotive Mak G 746C 3703 1061-1062 del 1982, a suo tempo acquistate dal Consorzio Autonomo del Porto (CAP), e tre locotrattori Zephir ex Ferport. Per i medesimi servizi il parco fu rinnovato nel 2014 con il noleggio della D 100 002 InRail e di una locomotiva di minori dimensioni classificata 527.

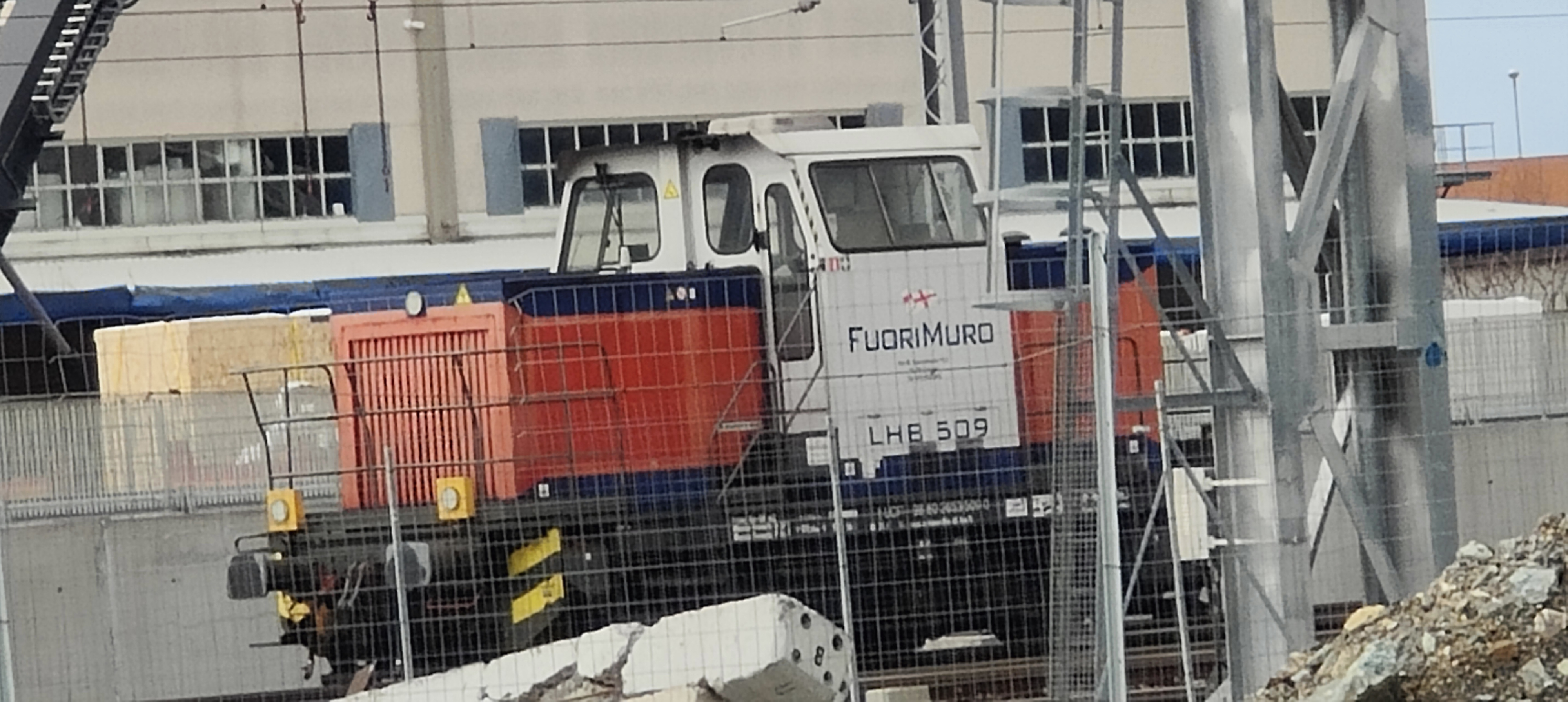
Locomotiva diesel-idraulica LHB 509 FuoriMuro adibita a manovra nello scalo merci portuale di Pra'-Palmaro

I primi treni furono svolti con le locomotive Siemens Taurus E 190 313-314 noleggiate dall'azionista InRail,dotate delle iscrizioni sociali Fuori Muro e giunte in Italia il 27 giugno 2012, coadiuvate dalla D 753 di Rail Cargo Italia.
Nel 2013, per consentire la manovrabilità nel piazzale della stazione di Ventimiglia, elettrificato a 1.500 V c.c., per il traino dei treni sulle relazioni per Mortara e Castelguelfo furono noleggiate da Rail Traction Company le locomotive EU 43 005 e 007, restituite l'anno successivo e rimpiazzate da una E 483 Oceanogate e, dal marzo 2014, dalle E 484 017 e 019 di SBB Cargo International.
In accordo con il piano industriale, in occasione dell'avvio dei servizi vennero contestualmente ordinate due locomotive Siemens Vectron in versione monotensione, il cui contratto di acquisto venne firmato il 9 marzo 2012. Si trattò, all'epoca, dei primi esemplari di questo tipo acquisiti direttamente da un'impresa ferroviaria senza ricorso a società di leasing.
Al termine dell'iter di omologazione condotto con l'esemplare Siemens E 191 001, la consegna degli esemplari di FuoriMuro, cui verranno assegnati i numeri progressivi 002-003, è avvenuta a fine 2015.